# سیارک ۷۷۸۷
سیارک ۷۷۸۷ (به انگلیسی: 7787 Annalaura، نامگذاری:1994WW) هفت هزار و هفتصد و هشتاد و هفتمین سیارک کشف شده‌است که در ۲۳ نوامبر ۱۹۹۴ کشف شد.
قدر مطلق سیارک برابر ۱۵٫۱۰ است.